# Laurie Latham
Pour les articles homonymes, voir Latham (homonymie).
Laurence « Laurie » Latham (né en 1955) est un producteur britannique de rock qui a travaillé avec Glenn Tilbrook, Paul Young et d'autres. Il a produit des albums de Ian Dury & the Blockheads, Echo & the Bunnymen, Squeeze, The Stranglers, The Christians et Slapp Happy.

## Carrière
Latham a travaillé comme ingénieur dans les années 1970 sur les albums de Monty Python et du Manfred Mann's Earth Band. Il a été producteur et ingénieur du son pour New Boots and Panties!! d'Ian Dury et a produit les singles « What a Waste » et « Hit Me with Your Rhythm Stick », qui sont devenus numéro un au Royaume-Uni en 1979.